# Rose Tyler
Rose Tyler és un personatge de la sèrie de ciència-ficció britànica Doctor Who, interpretat per l'actriu Billie Piper. És una jove humana que coneix el Doctor al primer episodi de la sèrie nova. Essent perseguida per maniquins de plàstic que han pres vida, el Doctor li salva la vida i fa explotar el seu lloc de treball. Posteriorment, Rose investiga aquest personatge misteriós per trobar-lo de nou. Quan ho aconsegueix, l'ajuda a salvar el món d'una invasió de plàstic vivent. Quan el Doctor li proposa que s'uneixi a ell, ella refusa l'oferta, però quan ell afegeix que el TARDIS també pot viatjar en el temps, decideix acompanyar-lo.
Rose quedà separada del Doctor després de la Batalla de Canary Wharf, quan caigué a través d'un passatge que la portà a un univers paral·lel. A la temporada 4 de la nova sèrie, Rose tornà a l'episodi Turn Left, ajudant Donna Noble a tornar enrere en el temps i fer la bona elecció.